# Дельта-робот

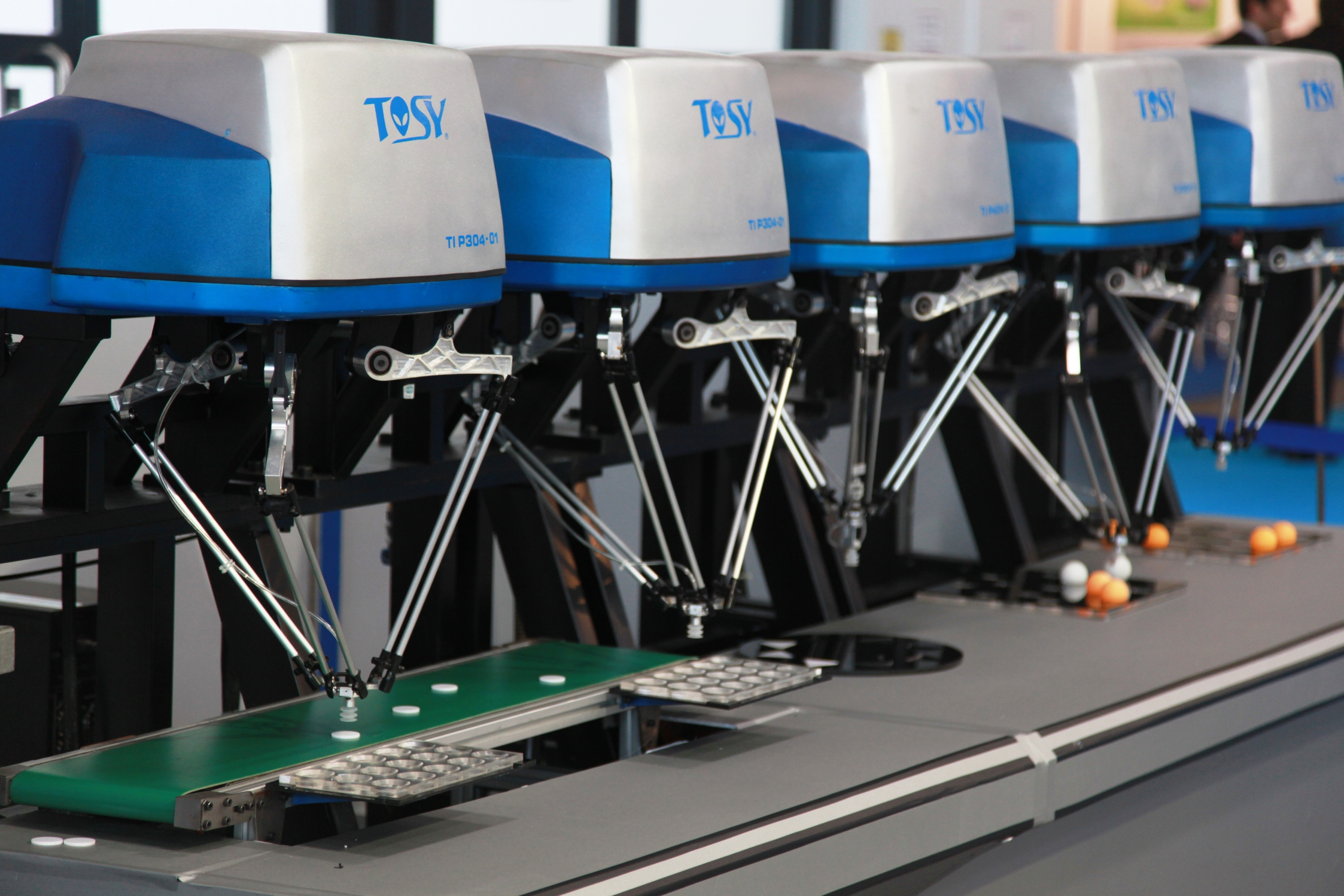

Дельта-робот — вид параллельного робота. Состоит из трёх рычагов, прикреплённых посредством карданных шарниров к основанию.
Ключевой особенностью является использование параллелограммов в конструкции манипулятора, что позволяет сохранять пространственную ориентацию исполнительного устройства робота.
Дельта-роботы особенно популярны на линиях упаковки, они достаточно быстры, некоторые осуществляют до 300 захватов в минуту.

## История
Дельта-робот был изобретен в начале 1980-х годов Реймоном Клавелем (фр. Reymond Clavel) в Федеральной политехнической школе Лозанны (EPFL, Швейцария). Основным замыслом было оперировать лёгкими объектами, но с большой скоростью, то что требовалось промышленности в то время.
В 1987 году компания Demaurex купила лицензию на робота и стала выпускать дельта-роботов для упаковочной промышленности. В 1991 году Реймонд Клавель представил свою докторскую работу «Conception d’un robot parallèle rapide à 4 degrés de liberté» и в 1999 году получил за свой вклад в развитие дельта-робота золотую награду[прояснить]. Также в 1999 году компания ABB начала продажу своего дельта-робота FlexPicker. В конце 1999 года дельта-роботы продавались компанией Sigpack Systems.

## Устройство

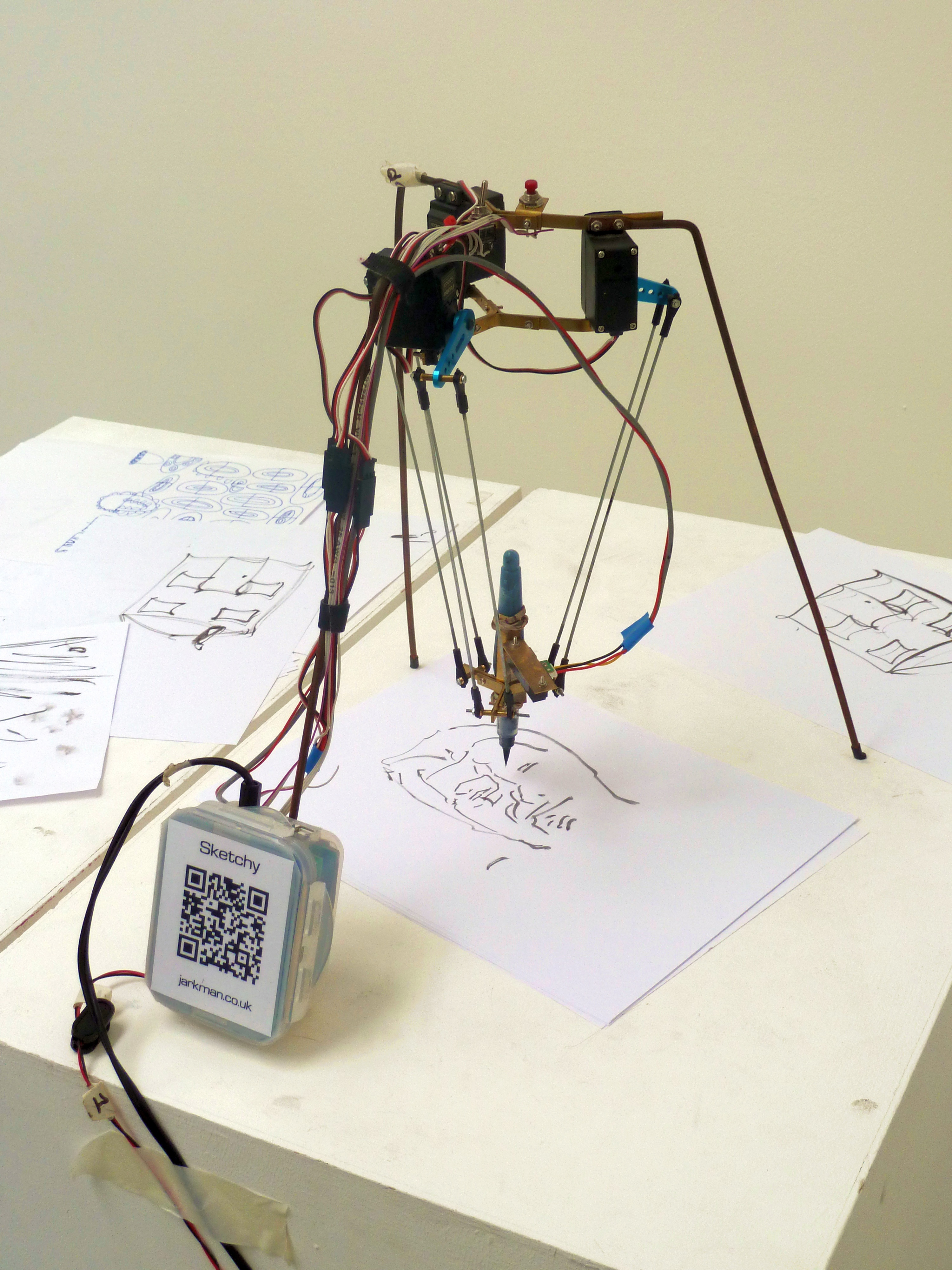

Дельта-робот является параллельным роботом, что означает наличие более одной кинематической цепи от основания к исполнительному устройству робота. Робота можно рассматривать как пространственное обобщение пантографа. Он имеет три поступательных и одну вращательную степень свободы. Основная идея — это использование параллелограмма. Эти параллелограммы ограничивают движения конечной платформы для чёткой отработки перемещения (перемещение только по осям X, Y и Z). Основание робота монтируется над рабочей зоной. Все силовые приводы смонтированы в этом основании. Из этого основания выходят три рычага с шарнирами посередине. Рычаги сделаны из лёгких композитных материалов. Концы рычагов прикреплены к небольшому треугольному основанию. Приведение в движение входных связей перемещает треугольную платформу в направлении X, Y или Z, как показано на анимации справа. Привод может быть осуществлён линейным или вращающим двигателем. Четвёртый рычаг, из центра основания к центру треугольной платформы, даёт ей четвёртую — вращательную, степень свободы.

Анимация дельта-робота в пакете SMath Studio

В связи с тем, что привод находится в основании робота, а рычаги сделаны из лёгких композитных материалов, движущиеся части дельта-робота имеют очень малую инерцию. Это позволяет достичь значительных ускорений — до 30 g и скоростей до 10 м/с.

## Применение
Задачи, где важна высокая скорость дельта-робота — упаковка, сортировка, медицинская, фармацевтическая промышленность. Также возможно использование робота для работы в чистых помещениях с электронными компонентами.